# Obrežje pri Zidanem Mostu
Obrežje pri Zidanem Mostu je naselje v Občini Laško.